# Windham (Maine)
Windham – miasto w Stanach Zjednoczonych, w stanie Maine, w hrabstwie Cumberland.